# Thomas Byles
Thomas Roussel Davids Byles (ur. 26 lutego 1870 w Leeds, zm. 15 kwietnia 1912 na Atlantyku) – angielski ksiądz katolicki posługujący na pokładzie RMS „Titanic”. W ostatnich minutach tonięcia statku spowiadał i dawał rozgrzeszenie potrzebującym.

## Życiorys
Ojciec Byles urodził się w mieście Leeds na północy Anglii. Był najstarszy z siedmiorga rodzeństwa wielebnego dr. Alfreda Holdena Byles’a, ministra protestanckiego i jego żony Louisy Davids. Uczęszczał do Leamington College i Rossall School we Fleetwood między 1885 a 1889 rokiem. W 1889 roku wyjechał do Balliol College w Oksfordzie na studia teologiczne, które ukończył w 1894 roku. W tym mieście Byles został nawrócony na katolicyzm, przyjmując imię Thomas na cześć św. Tomasza z Akwinu. W 1899 roku udał się do Beda College w Rzymie, aby kształcić się na księdza, w 1902 roku przyjął  święcenia kapłańskie. W 1905 roku został skierowany do parafii św. Heleny w Chipping Ongar, w hrabstwie Essex. Kilka lat później Thomas Byles dostał zaproszenie na ślub młodszego brata Williama. Miał poprowadzić ceremonię. Odbywał podróż do Nowego Jorku, dostając się na statek RMS „Titanic”.

## Na pokładzie „Titanica”
W niedzielę 14 kwietnia 1912 roku wygłaszał homilię na pokładach drugiej i trzeciej klasy. W momencie zderzenia z górą lodową ojciec Byles spacerował na górnym pokładzie. Później pomagał pasażerom trzeciej klasy wsiadać do szalup ratunkowych. Podobno dwukrotnie odmówił miejsca w szalupie. Pod koniec modlił się, odmawiał różaniec, dał rozgrzeszenie ponad stu pasażerom, którzy zostali uwięzieni na rufie statku. Jego ciało nawet jeśli zostało wyłowione, nigdy nie zostało zidentyfikowane.